# Physalaemus erikae
Physalaemus erikae är en groddjursart som beskrevs av Cruz och Bruno Vergueiro Silva Pimenta 2004. Physalaemus erikae ingår i släktet Physalaemus och familjen Leiuperidae. IUCN kategoriserar arten globalt som livskraftig. Inga underarter finns listade i Catalogue of Life.